# Unione (insiemistica)
In matematica, e in particolare in teoria degli insiemi, esiste un'operazione detta unione (simbolo {\displaystyle \cup }) di insiemi. Il simbolo {\displaystyle \cup } deriva da U, l'iniziale della parola "unione". Dati due insiemi {\displaystyle A} e {\displaystyle B}, la loro unione è un insieme formato da tutti e soli gli elementi
che appartengono:
- al solo insieme {\displaystyle A},
- al solo insieme {\displaystyle B},
- a entrambi.

L'unione è un'operazione binaria. Nell'algebra booleana corrisponde all'operatore OR; in logica, corrisponde alla disgiunzione inclusiva.

## Definizione
L'unione di due insiemi {\displaystyle A} e {\displaystyle B} si denota comunemente con {\displaystyle A\cup B}. Si ha che {\displaystyle x} è un elemento di {\displaystyle A\cup B} se e solo se {\displaystyle x} è un elemento di almeno uno degli insiemi {\displaystyle A} e {\displaystyle B}, in simboli:
{\displaystyle (x\in A\cup B)\Leftrightarrow (x\in A\vee x\in B).}
L'unione di due o più insiemi è detta disgiunta se gli insiemi, presi a due a due, hanno intersezione vuota. In generale, data un'arbitraria famiglia {\displaystyle \{A_{\alpha },\,\alpha \in {\mathcal {I}}\}} di insiemi, l'unione è definita come l'insieme {\displaystyle \displaystyle \bigcup _{\alpha \in {\mathcal {I}}}A_{\alpha }} a cui un elemento {\displaystyle x} appartiene se e solo se appartiene ad almeno uno degli {\displaystyle A_{\alpha }}.

## Esempi
Ad esempio si possono considerare due insiemi finiti, un insieme con un numero finito di elementi: {\displaystyle A=\{1,2,3\}} e {\displaystyle B=\{2,3,4\}}. In questo caso si ottiene l'unione prendendo gli elementi che appartengono ad almeno uno dei due insiemi:
{\displaystyle A\cup B=\{1,2,3,4\}.}
Un altro esempio è dato da due insiemi definiti mediante una proprietà dei loro elementi: Siano:
- {\displaystyle A} l'insieme dei numeri interi divisibili per {\displaystyle 4},
- {\displaystyle B} l'insieme dei numeri interi divisibili per {\displaystyle 6}.

{\displaystyle A\cup B} è l'insieme dei numeri interi divisibili per {\displaystyle 4} e/o per {\displaystyle 6}.

## Proprietà

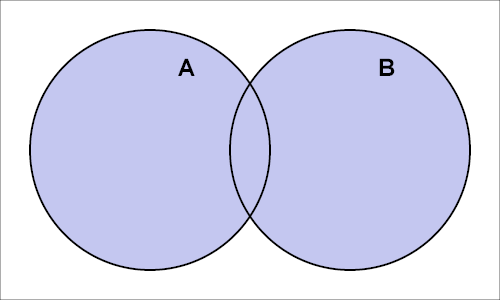
L'unione di due insiemi

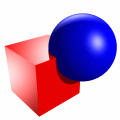
Unione di una sfera e un cubo parzialmente sovrapposti

L'unione è un'operazione commutativa, in simboli:
{\displaystyle A\cup B=B\cup A.}
Infatti
{\displaystyle x\in A\cup B\Leftrightarrow x\in A\vee x\in B\Leftrightarrow x\in B\vee x\in A\Leftrightarrow x\in B\cup A.}
L'unione è un'operazione associativa:
{\displaystyle (A\cup B)\cup C=A\cup (B\cup C).}
Infatti
{\displaystyle x\in (A\cup B)\cup C\Leftrightarrow x\in A\cup B\vee x\in C\Leftrightarrow x\in A\vee x\in B\vee x\in C\Leftrightarrow x\in A\vee x\in B\cup C\Leftrightarrow x\in A\cup (B\cup C).}
Per questo si può rinunciare alle parentesi quando si considera l'unione di più di due insiemi, scrivendo {\displaystyle A\cup B\cup C.}

## Storia
Il simbolo ∪, così come ad esempio anche i simboli ∈, ∩, ⊂, venne introdotto per la prima volta da Giuseppe Peano nel Formulario mathematico, opera pubblicata nel 1895.